# Pretty Girls
A "Pretty Girls" Britney Spears és Iggy Azalea közös dala. A dalt Iggy, Maegan Cottone, a Little Mix és a dalproducer, The Invisible Men írta. Kislemez formában 2015 május 4-én jelent meg, az RCA Records gondozásában.
A zenei videó 2015. május 13-án jelent meg, a klipet Cameron Duddy és maga Iggy rendezte. A klipet a Földi lányok csábítóak című film inspirálta. 2015. május 17-én Britney és Iggy előadta a dalt a Billboard Music Awards-on. 2015 augusztusától a Britney: Piece of Me repertoárjának is a része.
A közös szerzemény a 29. helyig jutott a Billboard Hot 100-on. A dal két jelölést kapott a 2015-ös Teen Choice Awards-on.

## Háttér
2014. szeptember 9-én Britney a New York-i tartózkodása alatt  interjút adott az Extra-nak. Britney-t arról kérdezték, hogy kivel duettezne szívesen, erre a válasza Katy Perry és Iggy Azalea volt. A későbbiekben Iggy arról nyilatkozott, hogy részt vett egy titkos kollaborációban, valakivel, aki érdekelt volt ebben. 2015. március 12-én Britney interjút adott a Billboard Magazinnak, ekkor jelentette be, hogy valóban felvettek egy közös dalt Iggy-vel.

## Videóklip
A klip 2015. május 13-án jelent meg. A videó stílusa a 80-as évek stílusát idézi fel. A klipben a legtöbb inspiráció "A Földi Lányok Csábítóak" című filmből származik. A videó elejében Britney épp a körmét festi, ezt követően földönkívüliként jelenik meg Iggy, a medencébe csapódva. Ezután a lányok egy sárga jeep autóval járják a várost, majd megállnak, ekkor Britney táncolni kezd, addig Iggy földönkívüliként feltör egy ATM-et. A klip végén már egy klubban vannak, ahol táncolnak.
A videó átlépte a 100 milliós nézettséget Britney VEVO-csatornáján, ez volt az első olyan videója Britneynek, ami ilyen hamar elérté a "Vevo Certified" státuszt.
A Fuse TV szavazásán ez lett a 2015-ös év legjobb videóklipje.

## Kritika
A dal többnyire pozitív kritikákat kapott, habár a Time szerint a 2015-ös év 8. legrosszabb dala.

## Promóció
2015. május 17-én Britney és Iggy előadta a dalt a Billboard Music Awards-on. 2015 augusztusától a Britney: Piece of Me repertoárjának is része volt.

## Slágerlistás helyezések
| Chart (2015)                           | Peak position |
| -------------------------------------- | ------------- |
| Ausztrália (ARIA)                      | 27            |
| Ausztria (Ö3 Austria Top 40)           | 74            |
| Belgium (Ultratip Flanders)            | 1             |
| Belgium (Ultratop 50 Wallonia)         | 42            |
| Kanada (Canadian Hot 100)              | 16            |
| Canada CHR/Top 40 (Billboard)          | 27            |
| Canada Hot AC (Billboard)              | 41            |
| Croatia (Croatian Airplay Radio Chart) | 72            |
| Csehország (Singles Digitál Top 100)   | 72            |
| Finnország (Latauslista)               | 16            |
| Franciaország (Single Top 100)         | 25            |
| Germany (Official German Charts)       | 88            |
| Greece Digital Songs (Billboard)       | 6             |
| Magyarország (Single Top 40)           | 11            |
| Írország (IRMA)                        | 60            |
| Italy (FIMI)                           | 75            |
| Skócia (Scottish Singles Top 40)       | 10            |
| Szlovákia (Singles Digitál Top 100)    | 87            |
| Spanyolország (PROMUSICAE)             | 5             |
| South Korea International (Gaon)       | 18            |
| Sweden Digital Songs (DigiListan)      | 5             |
| Egyesült Királyság (UK Singles Chart)  | 16            |
| US Billboard Hot 100                   | 29            |
| US Hot Dance Club Songs (Billboard)    | 1             |
| US Mainstream Top 40 (Billboard)       | 23            |

| Chart (2015)                      | Position |
| --------------------------------- | -------- |
| Belgium Urban (Ultratop Flanders) | 69       |
| US Dance Club Songs (Billboard)   | 32       |